# 聖馬特奧區 (瓦羅奇里省)

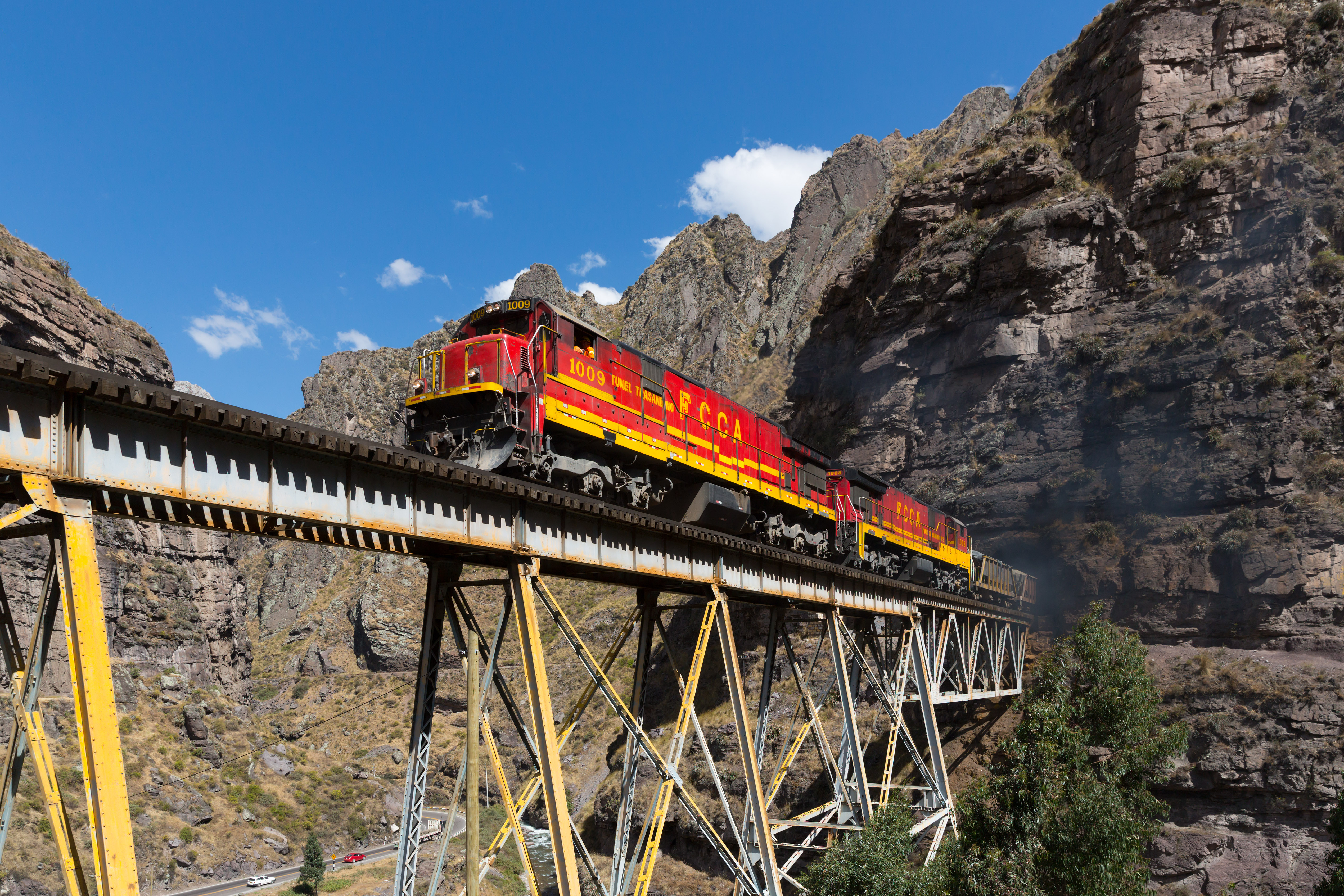

11°45′31″S 76°18′00″W / 11.7586°S 76.3000°W
聖馬特奧區（西班牙語：Distrito de San Mateo），是秘魯的一個區，位於該國中南部利馬大區的瓦羅奇里省，面積425.6平方公里，海拔高度3,149米，2005年人口4,754，人口密度每平方公里11人。

## 參看
- 帕里亞卡卡山